# Peter Häberle
Peter Häberle (13 de mayo de 1934, Göppingen, Baden-Württemberg, Alemania) es un jurista alemán, especialista en derecho constitucional.

## Biografía
Häberle estudió derecho en Tübingen, Bonn, Freiburg im Breisgau y Montpellier. En 1961, recibió el título de doctor en derecho bajo la dirección de Konrad Hesse, en la Facultad de Derecho de la Universidad de Freiburg, con la tesis Die Wesensgehaltgarantie des Art. 19 Abs. 2 Grundgesetz (título en alemán) - La garantía de contenido esencial del artículo 19, párrafo 2 de la Ley Fundamental (título en castellano).
Em 1970, Häberle obtuvo su habilitación postdoctoral en la ciudad de Freiburg im Breisgau, con el trabajo Öffentliches Interesse als juristisches Problem (título en alemán). Fue profesor sustituto en Tübingen y profesor de derecho en Marburg. Posteriormente se transfirió a las universidades de Augsburg y Bayreuth. También actuó como profesor visitante en la Universidad de St. Gallen (de 1982 a 1999).
Las obras de Häberle fueron traducidas en 18 lenguas y para 70.º aniversario fue celebrado con la publicación de un Festschrift.
Peter Häberle recibió títulos honoris causa de las siguientes universidades:
- Universidad Aristóteles de Salónica, 1994
- Universidad de Granada, 2000
- Pontificia Universidad Católica del Perú, 2003
- Universidad de Brasilia, 2005
- Universidad de Lisboa, 2007
- Universidad Estatal de Tbilisi, 2009
- Universidad de Buenos Aires, 2009

## Recepción de la obra en América Latina y en Brasil
Peter Häberle dedicó sus estudios sobre derecho constitucional común latinoamericano, con su obra traducida y publicada en México bajo el título De la soberanía al derecho constitucional común: palabras clave para un diálogo europeo-latinoamericano (2003). En Brasil, el pensamiento de Häberle encontró eco en la jurisprudencia del Supremo Tribunal Federal y en la legislación respecto de los amicus curiae.
La publicación en portugués de su obra A sociedade aberta dos intérpretes da Constituição: contribuição para a interpretação pluralista e "procedimental" da Constituição, en 1997, es considerada de gran importancia para el desenvolvimiento del sistema brasilero de control de constitucionalidad.